# Шоу, Эл (бейсболист, 1873)
Алфред Луис Шоу (англ. Alfred Louis Shaw, 22 мая 1873, Берслем, Стаффордшир — 25 марта 1958, Уриксвилл, Огайо) — американский бейсболист британского происхождения, кэтчер. Выступал в Главной лиге бейсбола за «Детройт Тайгерс», «Бостон Американс», «Чикаго Уайт Сокс» и «Бостон Давс».

## Биография
Алфред Шоу родился 22 мая 1873 года в Берслеме, небольшом городе к югу от Манчестера. Он был одним из восьми детей в семье Джеймса и Энни Шоу, эмигрировавших в США около 1880 года. После окончания школы Шоу работал гончаром. В 1892 году он впервые сыграл в бейсбол на профессиональном уровне в составе команды «Эклипс» из Ист-Ливерпула в Огайо. Сезон 1895 года он провёл в составе команды городов Уриксвилл и Деннисон, в следующем году он играл за «Уилинг Нейлерс». 
Успешное выступление привлекло к нему внимание скаутов «Питтсбург Пайрэтс», но в состав команды Шоу пробиться не смог. Его отдали в аренду в «Сиракьюз Старз», где он играл в течение двух следующих сезонов. В «Старз» он был одним из лучших кэтчеров лиги, но серьёзная травма и операция так и не позволили Шоу попасть в главную команду «Пайрэтс».
В 1899 году Шоу подписал контракт с клубом «Детройт Тайгерс», игравшим в Западной лиге. В одной из игр он сломал палец и был вынужден временно перейти на позицию шортстопа. В 1900 году он сыграл за команду 88 матчей в Американской лиге. В следующем сезоне лига получила статус одной из двух главных, конкурируя с Национальной. Главный тренер «Тайгерс» Джордж Столлингс сначала принял решение отчислить Шоу, но быстро передумал и вернул игрока обратно. В июне 1901 года он дебютировал в Главной лиге бейсбола. Всего до конца сезона он сыграл 55 матчей, отбивая с показателем 26,9 %.
В 1902 году Столлингс возглавил «Баффало Байзонс» из Восточной лиги и Шоу последовал за тренером. Здесь он провёл три сезона, в 1904 году выиграв чемпионский титул. В 1905 году он перешёл в «Луисвилл Колонелс» и сыграл за них 105 матчей, отбивая с эффективностью 26,8 %. В сентябре его контракт был выкуплен Джоном Тейлором, владельцем «Бостон Американс». После этого Шоу ещё один сезон отыграл за «Колонелс», а весной 1907 года присоединился к «Американс», вытеснив из состава Боба Питерсона.
В регулярном чемпионате 1907 года Шоу сыграл 76 матчей, надёжно действуя в защите, но слабо в нападении. Его показатель отбивания составил только 19,2 %, он набрал только семь RBI. После завершения сезона он был обменян в «Чикаго Уайт Сокс» на кэтчера Эда Макфарланда. В новой команде Шоу стал дублёром Билли Салливана, приняв участие только в 32 матчах. Эффективность его атакующей игры снизилась до 8,2 % и всего лишь двух RBI.
Весной 1909 года он покинул «Уайт Сокс». Сначала контракт Шоу был продан команде из Мобила, но он отказался ехать в Алабаму. Клуб договорился с «Индианаполис Индианс», где он сыграл всего 22 матча и был отчислен. В августе Шоу пригласили в «Бостон Давс», лишившийся из-за травм сразу двух кэтчеров Джорджа Грэма и Харри Смита. За «Давс» он сыграл в восемнадцати матчах, отбивая с показателем 9,8 %. После завершения сезона он покинул клуб и больше не выступал в Главной лиге бейсбола.
В 1911 и 1912 годах Шоу играл за «Джобберс», базировавшихся сначала в Уичито, а затем в Пуэбло. Ещё два сезона он провёл в «Де-Мойн Бустерс». В апреле 1915 года он завершил карьеру игрока в возрасте 41 года. После этого Шоу несколько лет проработал на различных должностях в железнодорожной компании в Огайо. Позднее он управлял собственным цветочным магазином, был кочегаром в котельной, работал формовщиком в The Hall China Company, занимавшейся производством керамики.
В начале марта 1958 года Шоу перенёс инсульт и был помещён в дом престарелых в Уриксвилле. Двадцать пятого марта 1958 года он скончался от хронического миокардита.